# Вас, Артур
Артур Вас (пол. Artur Waś; род. 27 марта 1986 года, Варшава) — польский конькобежец.
В 2005 году Чемпионате мира по конькобежному спорту завоевал 4 место на дистанции 500 метров.
В 2012 году на Чемпионате мира по конькобежному спорту в спринтерском многоборье заняв 14-е место.
Принимал участие в зимней Олимпиаде 2014 года в Сочи заняв 8-е место.